# Kirby Fighters 2
Kirby Fighters 2 es un juego de acción lanzado el 23 de septiembre de 2020 para Nintendo Switch, siendo la secuela de Kirby Fighters Deluxe. Desarrollado por HAL Laboratory y Vanpool, y publicado por Nintendo, el juego presenta características del juego Super Kirby Clash, así como el mismo motor de juego. El juego se anunció de manera oficial en septiembre de 2020, pero por accidente estaba previamente filtrado en el sitio web de Play Nintendo.

## Jugabilidad
El juego es compatible con hasta cuatro jugadores, a través del modo local o modo online. Cada jugador puede escoger una habilidad basada en las habilidades de copia de los juegos previos de Kirby, cada una con movimientos distintos. Mientras que la mayoría de personajes jugables son variantes diferentes de Kirby, también hay unos que pueden ser seleccionados como jugables, tales como el Rey Dedede y Meta Knight.

## Desarrollo y lanzamiento
Kirby Fighters 2 fue desarrollado por HAL Laboratory y Vanpool, y publicados por Nintendo, utilizando el motor y características del juego de Super Kirby Clash. El juego salió a la luz en todo el mundo el 23 de septiembre del 2020 en la tienda virtual Nintendo eShop, seis años después del título anterior, Kirby Triple Deluxe. Poco tiempo después, el juego sacó un demo gratis descargable. A pesar de que el juego se anunció de manera oficial en septiembre, ya estaba accidentalmente expuesto en el sitio web de Play Nintendo como título descargable antes de su lanzamiento.
El desarrollador de videojuegos Tadashi Kawai, publicó un blog describiendo el proceso de desarrollo de Kirby Fighters 2. Él escribió cómo el modo de un solo jugador evolucionó a partir de la idea de: "Este es un juego multijugador, pero lo quiero desarrollar de modo que sea divertido, incluso cuando juegues solo." También describía el desarrollo del juego durante la Pandemia de COVID-19 en Japón, escribiendo: "Debido al teletrabajo, se desarrolló en un entorno donde no podíamos reunirnos ni charlar en persona, pero como el juego estuvo desarrollado por el mismo equipo para dos juegos seguidos, no hubo problemas de comunicación y fuimos capaces de desarrollar el juego sin problemas graves."